# Karat Srimuang
Karat Srimuang (thailändisch กะรัต ศรีเมือง; * 29. Juni 1991) ist eine ehemalige thailändische Sprinterin, die sich auf die 400-Meter-Distanz spezialisiert hat und vor allem mit der thailändischen 4-mal-400-Meter-Staffel Erfolge verzeichnen konnte.

## Sportliche Laufbahn
Erste internationale Erfahrungen sammelte Karat Srimuang vermutlich im Jahr 2006, als sie bei den Juniorenasienmeisterschaften in Macau mit der thailändischen 4-mal-400-Meter-Staffel in 3:44,61 min die Silbermedaille gewann. 2009 belegte sie bei den Hallenasienspielen in Hanoi in 55,53 s den fünften Platz im 400-Meter-Lauf und gewann mit der Staffel in 3:41,37 min gemeinsam mit Achara Chanakhen, Saowalee Kaewchuay und Treewadee Yongphan die Bronzemedaille hinter den Teams aus Kasachstan und Indien. Kurz darauf belegte sie bei den Asienmeisterschaften in Guangzhou in 3:38,73 min den fünften Platz mit der Staffel und daraufhin siegte sie bei den Südostasienspielen in Vientiane in 3:38,51 min. 2010 gelangte sie bei den Juniorenasienmeisterschaften in Hanoi mit 57,49 s auf den fünften Platz und siegte in 3:53,77 min in der 4-mal-400-Meter-Staffel. 2014 gewann sie bei den Hallenasienmeisterschaften in Hangzhou in 3:42,55 min gemeinsam mit Atchima Eng-Chuan, Pornpan Hoemhuk und Treewadee Yongphan die Silbermedaille hinter dem kasachischen Team. Im Oktober startete sie mit der Staffel bei den Asienspielen in Incheon und belegte dort mit neuem Landesrekord von 3:33,16 min den vierten Platz und beendete daraufhin ihre aktive sportliche Karriere im Alter von 23 Jahren.

## Persönliche Bestleistungen
- 400 Meter: 55,76 s, 3. August 2014 in Schifflange
  - 400 Meter (Halle): 55,53 s, 1. November 2009 in Hanoi